# Les Fusains

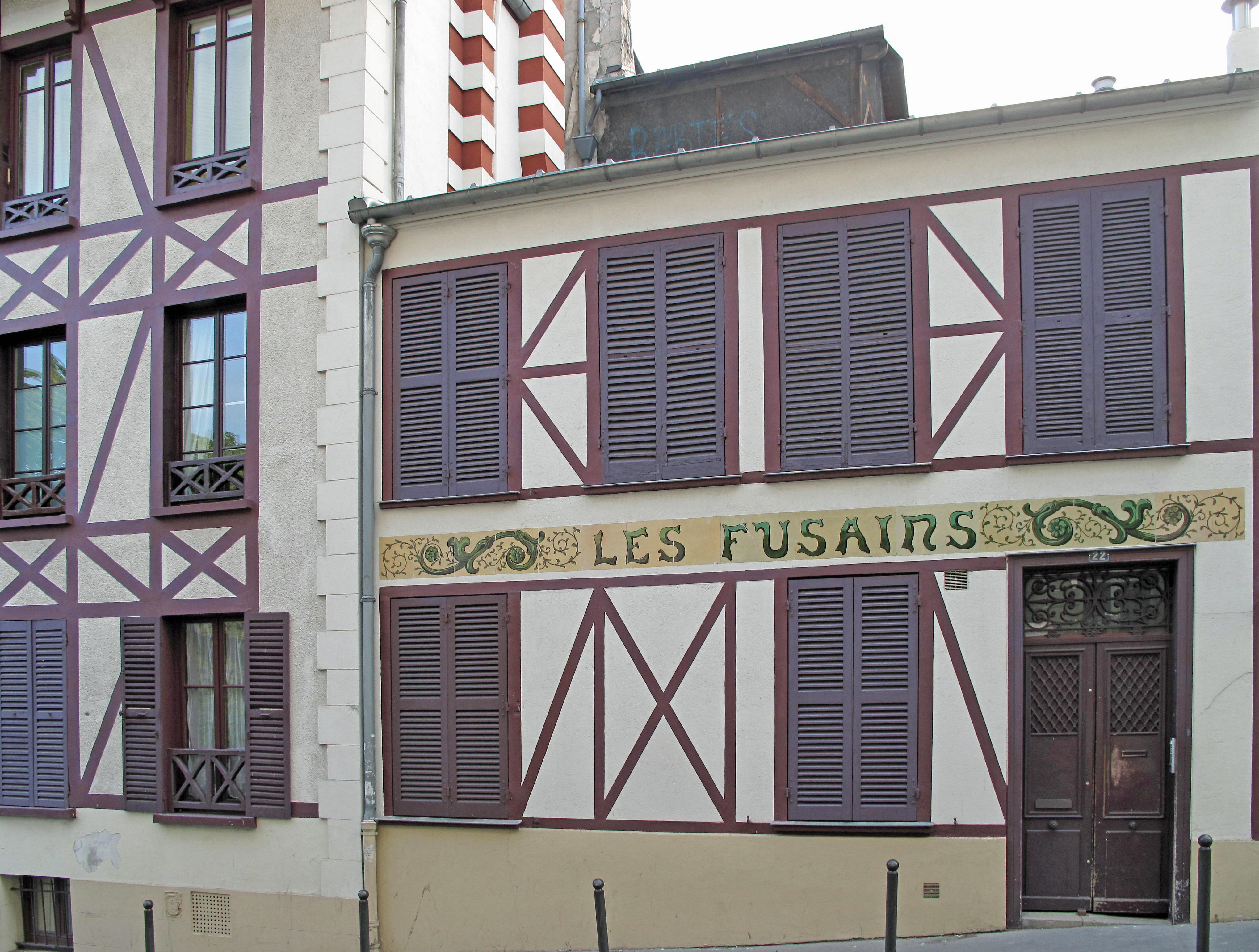
La facciata su 22, rue Tourlaque

Les Fusains, conosciuto anche come Cité des Fusains, sono un insieme di stabili che si trovano nel XVIII arrondissement di Parigi, più precisamente al numero 22 della rue Tourlaque. Come per il Bateau-Lavoir, è conosciuto per essere stato l'abitazione, il luogo di lavoro e di incontri di numerosi celebri artisti. 

## Storia
La costruzione de Les Fusains venne realizzata in diverse fasi. A partire dai primi anni del 1900 furono costruiti, in rue Steinlen su un terreno in disuso del cimitero di Montmartre sotto la direzione dell'architetto Robert Bourdeau, i laboratori utilizzando strutture leggere che utilizzavano elementi di vecchi padiglioni dell'Esposizione universale del 1889. Questi spazio furono inizialmente affittati a prezzi bassi ad artisti come André Derain (1906), Georges Joubin (1912), Pierre Bonnard (1913) e Auguste Renoir.
Negli anni '20 la città venne ampliata e estesa fino a rue Tourlaque. I sentieri tortuosi fiancheggiati da alberi, dove in seguito verranno collocate le sculture, portano i nomi degli artisti di Montmartre, come ad esempio, Jean-Louis Forain, Adolphe Willette, Francisque Poulbot.
Oggi, nel 2025, con l'accesso protetto da un codice digitale, la Cité des Fusains è chiusa ai non residenti in quanto sono state rubate delle statue nel giardino, dove si trova anche un pozzo costruito all'inizio del XVIII secolo. Ci sono ancora alcuni artisti che lavorano lì, ma il posto è diventato soprattutto oggetto di intense trattative immobiliari e gli studi in vetro vengono venduti a prezzi esorbitanti agli appassionati.